# Śarīra

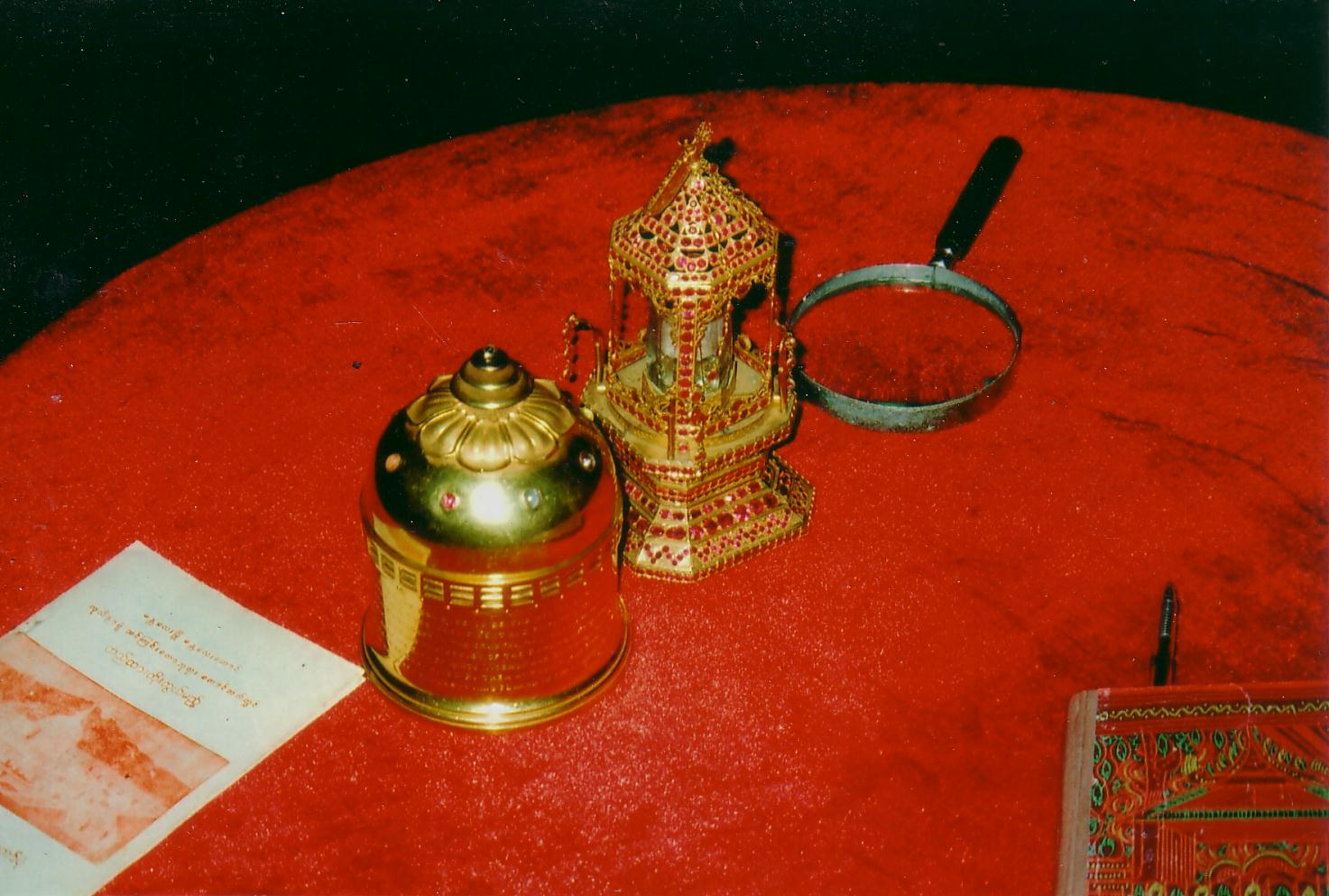
Reliquias budistas en la estupa de Kanishka el Grande en Peshawar, Pakistán, las cuales de encuentran actualmente en Mandalay, Burma. Teresa Merrigan, 2005

Śarīra es un término genérico que se refiere a las reliquias budistas, aunque en su uso común se refiere a perlas o a objetos cristalinos con forma esférica que se dice son encontrados entre las cenizas de maestros espirituales budistas tras ser cremados. 
Las reliquias budistas que aparecen luego de la cremación son llamadas dhātu en el sutra Mahāparinirvāṇa. Se considera que las Śarīra emanan 'bendiciones' (adhiṣṭhāna en sánscrito) en las mentes de las personas que tienen una conexión con estas. También se considera en la tradición del budismo tibetano que estas reliquias espantan a los espíritus malignos.